# Alyssum montanum
Alysson des montagnes, Passerage des montagnes
Espèce
L'Alysson des montagnes ou Passerage des montagnes (Alyssum montanum) est une espèce de plantes à fleurs vivaces du genre Alyssum et de la famille des Brassicacées.